# 와세다역
와세다역(일본어: 早稲田駅, わせだえき)은 도쿄도 신주쿠구에 있는 철도역이다. 역 번호는 T-04이다.
도덴 아라카와 선 와세다 정류장이 근처에 있으며 환승역이다.

## 타는 곳
| 1 | ○ 도자이 선 | 오테마치・우라야스・니시후나바시・츠다누마・도요 가쓰타다이 방면 |
| 2 | ○ 도자이 선 | 다카다노바바・나카노・미타카 방면                                |

## 역세권 정보
- 와세다 대학 - 와세다 캠퍼스, 도야마 캠퍼스

## 역사
- 1964년 12월 23일 - 영업 개시.

## 인접역
| 도쿄 메트로 5호선            | 도쿄 메트로 5호선 | 도쿄 메트로 5호선                |
| ---------------------------- | ----------------- | -------------------------------- |
| T03 다카다노바바 나카노 방면 | 도자이 선         | T05 가구라자카 니시후나바시 방면 |